# Allgemeine Anthroposophische Gesellschaft

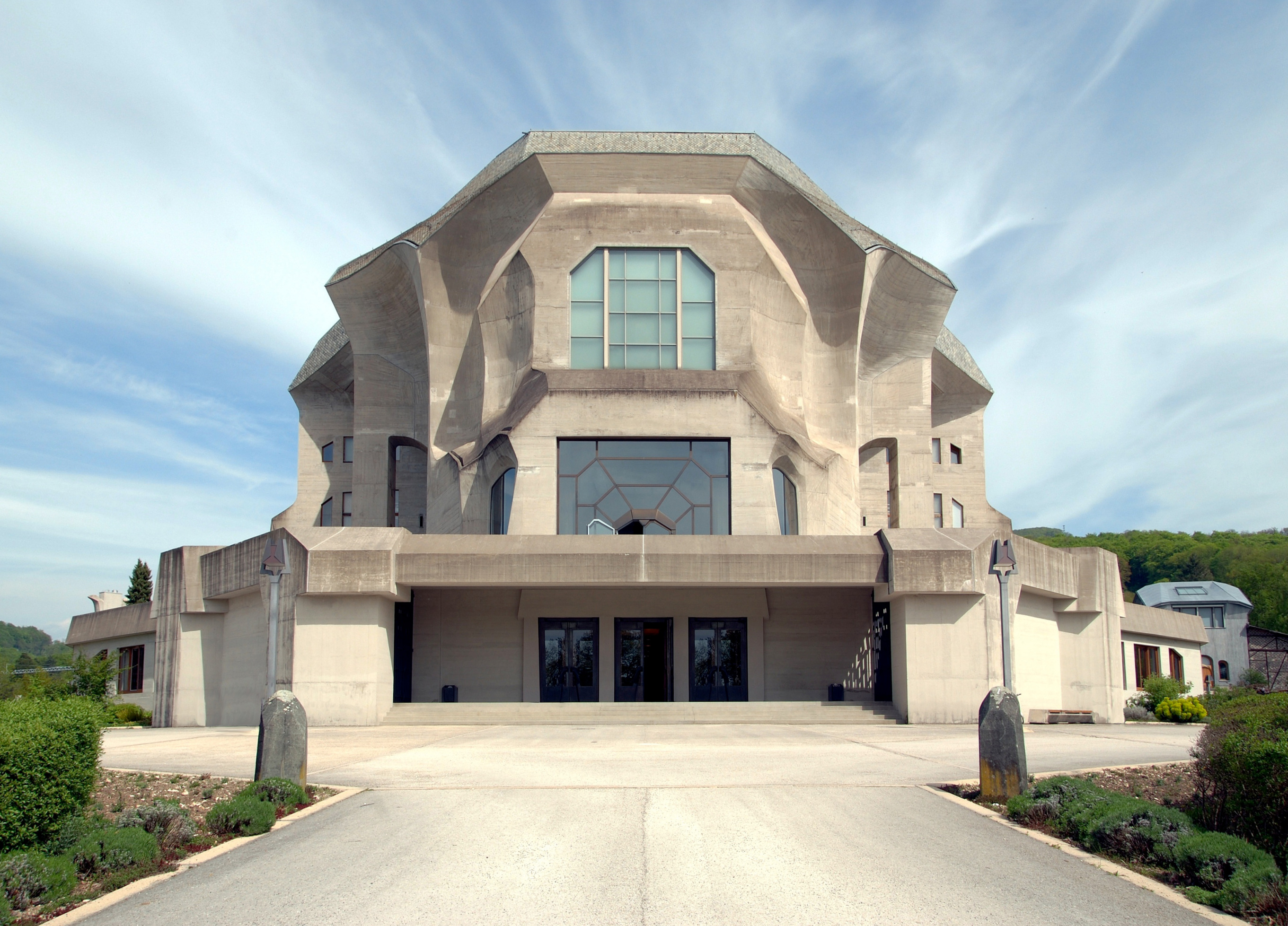
Das Goetheanum in Dornach: Sitz der Freien Hochschule für Geisteswissenschaft und der Allgemeinen Anthroposophischen Gesellschaft

Die Allgemeine Anthroposophische Gesellschaft (AAG), (Kurzform Anthroposophische Gesellschaft) ist die Dachorganisation für die in zahlreichen Ländern bestehenden, selbständigen anthroposophischen Landesgesellschaften. Sie entstand am 8. Februar 1925 durch konkludente Fusion der am 28. Dezember 1923 neu gegründeten Anthroposophischen Gesellschaft mit dem in „Allgemeine Anthroposophische Gesellschaft“ umbenannten Verein des Goetheanum der Freien Hochschule für Geisteswissenschaft (auch Bauverein des Goetheanum genannt). und wurde am 3. März 1925 ins Handelsregister eingetragen. Die Allgemeine Anthroposophische Gesellschaft hat ihren Sitz am Goetheanum in Dornach bei Basel in der Schweiz und trägt seit 1995 die Zusatzbezeichnung „Gemeinnütziger Verein“, das heißt, sie darf nach dem Schweizerischen Zivilgesetzbuch (ZGB) keinen Realgewinn durch Aktivitäten kaufmännischer Art aufweisen. Mittelpunkt der AAG ist die Freie Hochschule für Geisteswissenschaft.
Nach Steiners Tod 1925 war die Allgemeine Anthroposophische Gesellschaft durch persönliche Konflikte und Streitigkeiten über den künftigen Kurs der Gesellschaft in eine Krise geraten. Das sogenannte Konstitutionsproblem führte in der Gegenwart zu gerichtlichen Auseinandersetzungen, bei denen der Vorstand gegen Gruppierungen der Mitglieder, die geklagt hatten, unterlag. Der Vorstand hatte die Auffassung vertreten, die AAG sei die direkte Nachfolgerin der bei der Weihnachtstagung 1923 neu gegründeten Anthroposophischen Gesellschaft, der sogenannten Weihnachtstagungsgesellschaft (WTG). Trotz gerichtlicher Klärungen sind die Auseinandersetzungen innerhalb der Allgemeinen Anthroposophischen Gesellschaft nicht abgeschlossen. In einem 2019 vom Vorstand der AAG angeregten Prozess sollen in Kolloquien Hindernisse und kontroverse Standpunkte offen diskutiert und angegangen werden.

## Geschichte
Nach den Urteilen des Obergerichtes des Kantons Solothurn vom 12. Januar 2005 ist juristisch gesehen die Allgemeine Anthroposophische Gesellschaft (AAG) der am 8. Februar 1925 in Allgemeine Anthroposophische Gesellschaft umbenannte Verein des Goetheanum der Freien Hochschule für Geisteswissenschaft („Bauverein“ genannt). Dieser Verein ist mit der am 28. Dezember 1923 neugegründeten Anthroposophischen Gesellschaft („Weihnachtstagungsgesellschaft“) eine „konkludente Fusion“ eingegangen.
Mit der Gründung war von Steiner die Einrichtung einer Freien Hochschule für Geisteswissenschaft und eine Einverleibung aller Gesellschaften und Vereine vorgesehen, die in den ersten 20 Jahren der theosophisch-anthroposophischen Zeit entstanden waren. Das scheiterte daran, dass das Statut, welches man im Dezember 1923 für die neugegründete Anthroposophische Gesellschaft verabschiedet hatte, in diversen Punkten von Notar Altermatt als ins Handelsregister nicht eintragbar taxiert wurde. Da dem Statut durch die Annahme Rechtsgültigkeit erwachsen war und eine eigenmächtige Änderung ausgeschlossen war, versuchte Steiner der neuen Gesellschaft eine Struktur zu geben, die zu keinem Konflikt mit dem Eintrag führen durfte. Die 3. außerordentliche Generalversammlung des Vereins am Goetheanum wurde einberufen um den Vorstand umzubilden. Steiner sollte den Vorsitz übernehmen.

### Konflikte nach Steiners Tod und Krisen der Gesellschaft
Nach Steiners Tod am 30. März 1925 verstrickten sich dessen Mitarbeiter in Nachfolgestreitigkeiten, da er keinen Nachfolger bestimmt hatte. Albert Steffen wurde zum Vorsitzenden der Gesellschaft gewählt, aber die Posten des zweiten Vorsitzenden und die Leitung der Hochschule blieben unbesetzt. Ab 1925 fanden keine regulären Vorstandssitzungen mehr statt. Die Waldorfbewegung zerfiel 1926 in einen Weltschulverein und eine Rudolf-Steiner-Vereinigung. Auseinandersetzungen unter den Mitgliedern bezüglich des materiellen Erbes, die Ausrichtung und Führung der Gesellschaft und inhaltliche Fragen, inwiefern Steiners Offenbarungen verbindlich seien und zur Positionierung des Christentums in der anthroposophischen Lehre, führten zum Bruch: 1930 teilte sich die Organisation in zwei Gruppen: in einen „Initiativkreis“ um Steffen und die Witwe Marie Steiner und in die Anthroposophischen Arbeitsgemeinschaften unter der Ärztin Ita Wegman. Im April 1935 wurde Wegman aus dem Vorstand verstoßen, man stellte ihren Ausschluss jedoch fälschlich als „Selbstausschluss“ dar. Zu vermitteln versuchten besonders Carl Unger und Marie Steiner –, was 1935 zum Ausschluss zahlreicher Mitglieder führte.
In der Zeit des Nationalsozialismus wurde die Anthroposophische Gesellschaft in Deutschland am 1. November 1935 verboten. Dadurch geriet die AAG in finanzielle Schwierigkeiten, weil die Mitgliederbeiträge der zahlenmäßig starken deutschen Landesgesellschaft ausblieben. Doch die anthroposophische Bewegung selbst ging nicht unter.
1949 führten die langjährigen Konflikte um die Verwaltung des Nachlasses Steiners zur Abspaltung einer Gruppe namens Anthroposophische Vereinigung in der Schweiz. Sie war seit dem 16. Januar 1949 ein Verein gemäß ZGB Art. 60 ff. mit Sitz in Zürich und wurde 2017 geschlossen. Sie ist nicht identisch mit der Anthroposophischen Gesellschaft in der Schweiz.

### Freie Hochschule für Geisteswissenschaft
Die freie Hochschule sieht ihre Aufgaben in der „Forschung auf geistigem Gebiet“, der „Anregung und Behandlung von Fragen aus der Praxis“ sowie der Weiterbildung in anthroposophisch orientierten Arbeitsfeldern. Sie ist in eine allgemein anthroposophische und zehn Fachsektionen gegliedert. Die Fachsektionen sind die Mathematisch-Astronomische Sektion, die Medizinische Sektion, Naturwissenschaftliche Sektion, Sektion für Landwirtschaft, Pädagogische Sektion, Sektion für Bildende Künste, Sektion für Redende und Musizierende Künste, Sektion für Schöne Wissenschaften, Sektion für Sozialwissenschaften, sowie eine Jugendsektion.
Ursprünglich war sie auf drei Klassen angelegt. Steiner begründete zu Lebzeiten jedoch nur die erste, die bis heute die einzige ist. Inhalt sind seine mittlerweile veröffentlichten internen Darstellungen vor den Hochschulmitgliedern, die sogenannten „Klassenstunden“. Das Hochschulkollegium der Sektionsleiter wurde erst im Jahr 2000 gegründet. 2012/2013 bildete es zusammen mit dem Vorstand der AAG die Goetheanum-Leitung.